# Kornmumie

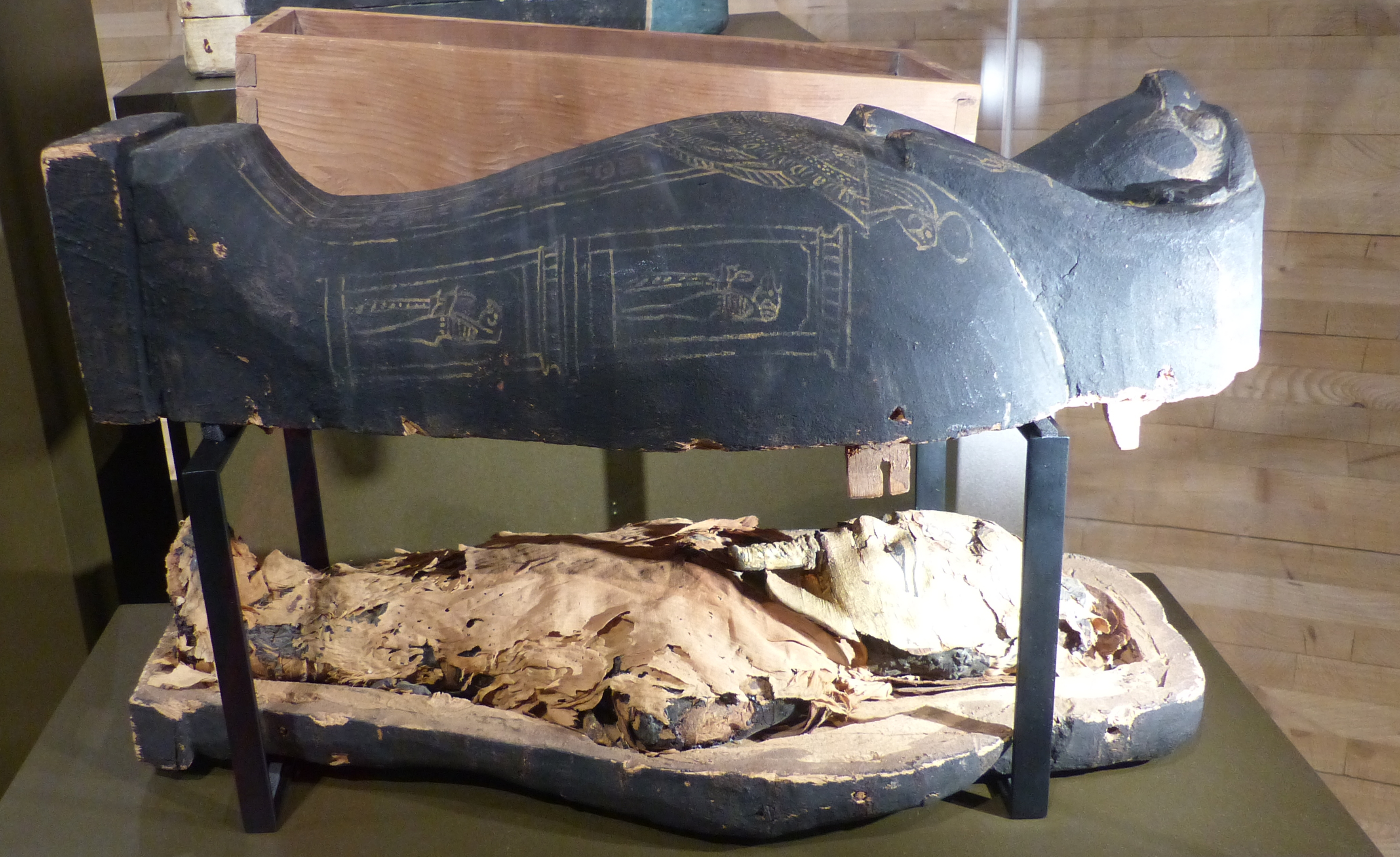
Ägyptische Kornmumie (5. Jhdt. v. Chr.), Paneum (Asten/Oberösterreich)

Eine Kornmumie ist eine leinenumwickelte Figur aus Erde und Getreidekörnern aus dem alten Ägypten. Die Ursprünge reichen bis ins Mittlere Reich.

## Beschreibung
Die Figuren sind meist mit Leinenbinden umwickelt und mit einer Gesichtsmaske aus Wachs versehen. Die meisten Kornmumien sind zwischen 35 und 50 cm lang. Häufig befanden sie sich in falkenköpfigen kleinen Holzsärgen. Rund 50 Kornmumien sind erhalten, oft wurden sie in einfachen Gruben aufgefunden, nur selten in Gräbern. Einige kleinere Figuren fanden sich in Statuen des Gottes Ptah-Sokar-Osiris aus der Ptolemäer- und Römerzeit.
Mit einer Kornmumie wurde eine aus Erde und Saatkorn geformte Figur des mumiengestaltigen Gottes Osiris hergestellt, in der die Kornsaat zum Keimen gebracht wurde.
Das Aufsprießen des Getreides versinnbildlichte fruchtbare Kräfte des nach dem Tode wiederbelebten Osiris, durch die er die Erneuerung der Vegetation und die Wiederauferstehung der Toten bewirkte. Viele Sargtexte vergleichen die Auferstehung des Verstorbenen mit dem Sprießen der Gerste aus dem Körper des Osiris (gleichgesetzt mit Neper).
Wahrscheinlich handelt es sich eher um einen Ahnenritus und weniger um einen Götterkult.

## Ausstellung
Einige Kornmumien können im Paneum in Asten in Oberösterreich besichtigt werden, eine weitere befindet sich im Roemer- und Pelizaeus-Museum Hildesheim (siehe Kornosiris (PM 4550)).